# Pikolin
Pikolin je souhrnné označení izomerů methylpyridinu, sumární vzorec je C6H7N a molární hmotnost 93,13 g/mol. Při pokojové teplotě to jsou bezbarvé kapaliny s charakteristickým zápachem podobným pyridinu. Jsou mísitelné s vodou a většinou organických rozpouštědel. Jejich základní vlastnosti jsou uvedeny v tabulce:
| Názvy                                 | CAS#       | teplota tání (°C) | teplota varu (°C) | pKb pyridiniového iontu | struktura |
| ------------------------------------- | ---------- | ----------------- | ----------------- | ----------------------- | --------- |
| 2-methylpyridin, α-pikolin, 2-pikolin | [109-06-8] | -66,7             | 129,4             | 5,96                    | α-pikolin |
| 3-methylpyridin, β-pikolin, 3-pikolin | [108-99-6] | -18               | 141               | 5,63                    | β-pikolin |
| 4-methylpyridin, γ-pikolin, 4-pikolin | [108-89-4] | 3,6               | 145,4             | 5,98                    | γ-pikolin |

## Další vlastnosti
Pikoliny vykazují větší těkavost a jsou pomaleji odbourávány než jejich karboxylové protějšky. Rozklad zajišťují hlavně bakterie, nejvíce aktinobakterie. 3-Methylpyridin se rozkládá pomaleji než zbylé izomery v důsledku rezonancí v heterocyklickém kruhu.

## Podobné sloučeniny

pyridoxal

Nejznámější pikolinové deriváty jsou vitamery vitaminu B6 jako pyridoxin a pyridoxal.
Oxidací pikolinů vznikají příslušné karboxylové kyseliny, z α-pikolinu vznikne kyselina pikolinová, z β-pikolinu kyselina nikotinová a z γ-pikolinu kyselina isonikotinová.